# Torneo de Pune 2020
El Tata Open Maharashtra 2020 fue un evento de tenis profesional de la categoría ATP 250 que se jugó en pistas duras. Se trató de la 3.a edición del torneo que forma parte del ATP Tour 2020. Se disputará en Pune, India del 3 al 9 de febrero de 2020 en el Mhalunge Balewadi Tennis Complex.

## Distribución de puntos
| Modalidad            | Campeón | Finalista | Semifinales | Cuartos de final | 2ª ronda | 1ª ronda | Clasificados | 2ª ronda de clasificación | 1ª ronda de clasificación |
| Individual masculino | 250     | 165       | 100         | 50               | 25       | 0        | 13           | 7                         | 0                         |
| Dobles masculino     | 250     | 150       | 90          | 45               | 20       | 0        | -            | -                         | -                         |

## Cabezas de serie

### Individuales masculino
| Tenista           | Ranking | Preclasificado |
| Benoît Paire      | 21      | 1              |
| Ričardas Berankis | 69      | 2              |
| Stefano Travaglia | 74      | 3              |
| Soon Woo Kwon     | 87      | 4              |
| Yuichi Sugita     | 91      | 5              |
| James Duckworth   | 94      | 6              |
| Salvatore Caruso  | 95      | 7              |
| Egor Gerasimov    | 98      | 8              |

- Ranking del 27 de enero de 2020.[2]

### Dobles masculino
| Tenistas                          | Ranking | Preclasificado |
| Robin Haase Robert Lindstedt      | 107     | 1              |
| Divij Sharan Artem Sitak          | 115     | 2              |
| Jonathan Erlich Andrei Vasilevski | 143     | 3              |
| Cheng-Peng Hsieh Denys Molchanov  | 152     | 4              |

## Campeones

### Individual masculino
Jiří Veselý venció a  Egor Gerasimov por 7-6(7-2), 5-7, 6-3

### Dobles masculino
André Göransson /  Christopher Rungkat vencieron a  Jonathan Erlich /  Andrei Vasilevski por 6-2, 3-6, [10-8]